# Дисектор

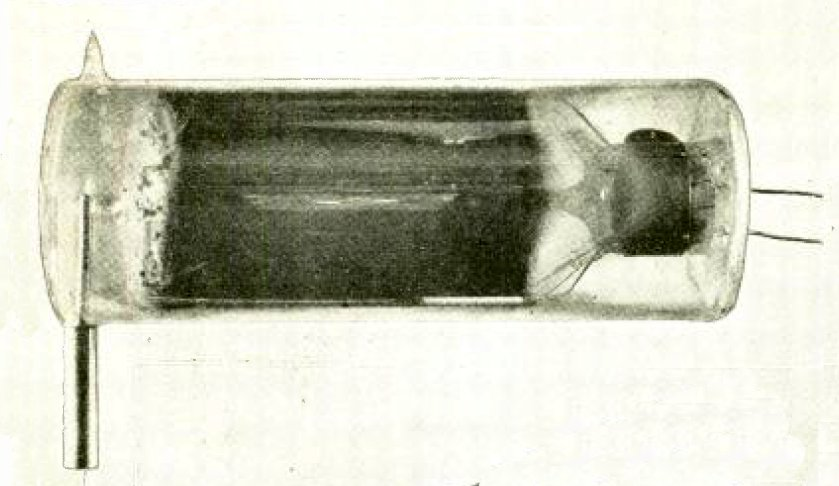
Трубка дисектора зображень Фарнсворта

Дисектор зображення, також званий дисекторною трубкою, — це трубка відеокамери, в якій випромінювання фотокатода створює «електронне зображення», яке потім переміщується вгору, вниз і поперек анода для створення електричного сигналу, що представляє візуальне зображення. Він використовує магнітні поля, щоб зберегти зображення електронів у фокусі, а пізніші моделі використовували електронний помножувач, щоб захопити електрони.
Цей термін також використовувався для інших типів ранніх трубок для відеокамер. Дисектори використовувалися лише короткий час для досліджень у телевізійних системах, перш ніж їх замінили іншими набагато більш чутливими трубками, заснованими на феномені накопичення заряду, як іконоскоп у 1930-х роках. Попри те, що трубки камери, засновані на ідеї технології дисектора зображень, швидко вийшли з ужитку в телевізійному мовленні, їх і далі використовували для отримання зображень на ранніх метеорологічних супутниках і посадковому модулі на Місяць, а також для відстеження орієнтації зірок у космосі. Інші користувачі: Шаттл і Міжнародна космічна станція.

## Інтернет-ресурси
- The Farnovision — history of Philo Farnsworth and invention of the Image Dissector
- «Farnsworth's Image Dissector», IEEE Global History Network
- PhiloCam — Image Dissector Camera Project, details of using a ca. 1964 Image Dissector Tube, incl. circuit diags and data sheet.